# Naine orange

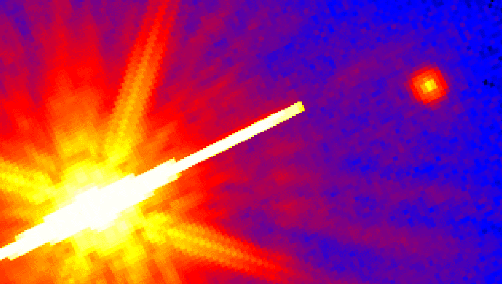
La naine orange Gliese 105 A à gauche
et la naine rouge Gliese 105 C à droite.

En astronomie, une étoile orange de la séquence principale, appelée communément naine orange, est une étoile de type K V (lire « K cinq »), c'est-à-dire une étoile appartenant à la séquence principale (classe de luminosité V) de type spectral K (étoile orange). Elles se situent entre les naines jaunes (analogues au Soleil) et les naines rouges.
Ces étoiles ont des masses de l'ordre de 0,6 à 0,9 fois celle du Soleil et des températures de surface comprises entre 3 900 et 5 200 K.

## Habitabilité potentielle
Les naines orange sont particulièrement intéressantes pour la recherche de vie extraterrestre car leur temps de stabilité sur la séquence principale est bien plus long (de 18 à 70 milliards d'années) que les 10 milliards d'années alloués pour une étoile comme le Soleil. Ceci donne une plus grande chance à la vie de se développer sur une planète de type terrestre orbitant une telle étoile. Les étoiles de type K émettent aussi moins de radiation ultraviolette (qui peut endommager l'ADN et rendre plus difficile l'émergence de la vie) que les étoiles de type G telles que le Soleil. Les étoiles de type K sur la séquence principale sont environ de trois à cinq fois plus abondantes que celles de type G sur la séquence principale, ce qui rend la recherche de planètes plus facile pour ces premières.

## Naines orange remarquables
- 36 Ophiuchi : étoile double composée de deux naines orange.
- 40 Eridani A
- 61 Cygni A et B
- 70 Ophiuchi : étoile double composée d'une naine jaune et d'une naine orange.
- Alpha Centauri B
- Epsilon Eridani
- Epsilon Indi
- Eta Cassiopeiae
- Gliese 667
- HD 69830
- Sigma Draconis
- Sigma Ursae Majoris